# Pakin Atoll
Pakin Atoll är en atoll i Mikronesiska federationen.   Den ligger i kommunen Sokehs Municipality och delstaten Pohnpei, i den västra delen av landet, 40 km väster om huvudstaden Palikir. Arean är 1,1 kvadratkilometer.